# قانون المجموعات الأوروبية 1972
كان قانون المجموعات الأوروبية لعام 1972، والذي يعرف أيضًا ب إي سي إيه ECA، قانونًا لبرلمان المملكة المتحدة طلب بشكل قانوني انضمام المملكة المتحدة إلى المجموعات الأوروبية الثلاث – المجموعة الاقتصادية الأوروبية (إي إي سي «السوق المشتركة») والمجموعة الأوروبية للطاقة الذرية (يوراتوم) والمجموعة الأوروبية للفحم والصلب (إي سي إس سي، التي توقفت في عام 2002)، ولاحقًا اندمجت المجموعة الاقتصادية الأوروبية والمجموعة الأوروبية للفحم والصلب لتشكلا الاتحاد الأوروبي. ودمج القانون أيضًا قانون الاتحاد الأوروبي ضمن القانون الداخلي للمملكة المتحدة وتشريعات المجموعات الأوروبية الخاصة به ومعاهداته وتشريعاته وتوجيهاته، إضافة إلى أحكام محكمة العدل الأوروبية والاتحاد الجمركي للاتحاد الأوروبي والسياسة الزراعية المشتركة والسياسة المشتركة لمصايد الأسماك الأوروبية.
وُقعت معاهدة الانضمام من قبل رئيس الوزراء المحافظ آنذاك إدوارد هيث ورئيس المفوضية الأوروبية فرانكو ماريا مالفاتي في بروكسل في 22 يناير من عام 1972، وأقر القانون في وقت لاحق التطبيق الكامل لانضمام المملكة المتحدة إلى المجموعات بصفتها دولة عضو ابتداءً من 1 يناير 1973.
عبر هذا القانون، أصبح قانون الجماعة (قانون الاتحاد الأوروبي لاحقًا) ملزمًا بكل التشريعات التي يقرها برلمان المملكة المتحدة (وأيضًا بكل الإدارات المنقولة في المملكة المتحدة – جمعية إيرلندا الشمالية والبرلمان الإسكتلندي وجمعية ويلز الوطنية- على الرغم من أن أيًا من هذه المؤسسات لم تكن موجودة في الوقت الذي أقر فيه القانون). كان ذلك أهم مرسوم دستوري يقر من قبل حكومة هيث 1970-1974 وأحد أهم المراسيم الدستورية التي يقرها برلمان المملكة المتحدة.
كان القانون في الفترة التي أُبطل فيها قانونًا معدلًا عن صيغته الأصلية دمج التغيرات التي أحدثها القانون الأوروبي الموحد ومعاهدة ماستريخت ومعاهدة أمستردام ومعاهدة نيس ومعاهدة لشبونة.
في 13 يوليو من عام 2017، طرح الأمين العام للبريكزت، ديفيد ديفيز، ما أصبح قانون (الانسحاب) من الاتحاد الأوروبي على البرلمان الذي يطالب بإبطال قانون العام 1972 في «يوم الخروج»، الذي حدد عند سنه يوم 29 مارس 2019 عند الساعة 11 (بتوقيت لندن غرينيتش)، إلا أنه أُجل لاحقًا من خلال قرار من قبل الاتحاد الأوروبي حتى 22 مايو 2019 أو 12 أبريل 2019، ولاحقًا حتى 31 أكتوبر 2019 ومن ثم مجددًا حتى 31 يناير 2020.
أُبطل القانون في 31 يناير 2020 عبر قانون الاتحاد الأوروبي (الانسحاب) لعام 2018، على الرغم من «الإبقاء» على سريانه بموجب فقرات قانون الاتحاد الأوروبي (اتفاقية الانسحاب) لعام 2020. كانت هذه الفقرة سارية منذ 31 يناير 2020 (تاريخ خروج المملكة المتحدة رسميًا من الاتحاد الأوروبي) حتى نهاية مدة تطبيق البريكزت في 31 ديسمبر من عام 2020، حين أُبطلت تلقائيًا فقرات «الإبقاء».
أنهى إبطال هذه الفقرات الأخيرة المتبقية الدمج التلقائي لقوانين الاتحاد الأوروبي المستقبلية ضمن قانون المملكة المتحدة (مع إعادة تطبيق كافة قوانين الاتحاد الأوروبي ونقلها ضمن قانون المملكة المتحدة بموجب قانون الاتحاد الأوروبي (الانسحاب) لعام ٢٠١٨)، ومعظم الأحكام المستقبلية لمحكمة العدل الأوروبية وأيضًا تشريعات الاتحاد الجمركي للاتحاد الأوروبي والسوق الأوروبية الواحدة والسياسة الزراعية المشتركة والسياسة المشتركة لمصايد الأسماك الأوروبية بعد 48 عامًا على مجموعة القوانين، واضعًا نهاية لعقود من الجدل والمناقشات السياسية حول الأهمية الدستورية للقانون وسريانه على مبدأ السيادة البرلمانية.

## الأصل والخلفية
مع ولادة المجموعات الأوروبية في عام 1958، اختارت المملكة المتحدة أن تبقى منعزلة وانضمت عوضًا عن ذلك إلى التكتل البديل، رابطة التجارة الحرة الأوروبية. ومباشرة تقريبًا أبدت حكومة المملكة المتحدة ندمًا على قرارها، وتقدمت في العام 1961، إلى جانب الدانمارك وإيرلندا والنروج، بطلب للانضمام إلى المجموعات الثلاث. إلا أن الرئيس الفرنسي شارل دو غول رأى عضوية بريطانيا كحصان طروادة للنفوذ الأمريكي وعارضها، وأوقفت طلبات الانضمام الأربعة. أعادت الدول الأربع التقدم بطلب الانضمام في عام 1967، ورُفع الفيتو الفرنسي مع خلافة جورج بومبيدو لدو غول في عام 1969. في عام 1970، عقدت مفاوضات الانضمام بين حكومة المملكة المتحدة، تحت زعامة رئيس الوزراء المحافظ إدوارد هيث والمجموعات الأوروبية والعديد من القادة الأوروبيين. وجرى الاتفاق على الشروط على الرغم من وجود خلافات حول السياسة الزراعية المشتركة وحول علاقة المملكة المتحدة بدول الكومنولث. في شهر أكتوبر من عام 1971، وبعد محادثات مطولة لستة أيام في مجلس العموم تتعلق بمقترح الورقة البيضاء حول مبدأ الانضمام، صوت أعضاء مجلس العموم لصالح الانضمام إلى المجموعات الأوروبية ب356 صوتًا مقابل 244.
كان دخول المعاهدة حيز التنفيذ مع الانضمام إلى المجموعات في 1 يناير 1973، وتبني المملكة المتحدة مؤسسات المجموعة الاقتصادية الأوروبية، يقتضيان قانونًا برلمانيًا. وبعد مرور ثلاثة أيام فقط على توقيع المعاهدة، طرح جيفري ريبون أمام مجلس العموم مشروع قانون الجماعات الأوروبية الذي كان يتألف من 12 بندًا فقط. دخل قانون الجماعات الأوروبية حيز التنفيذ ووقع إدوارد هيث معاهدة الانضمام في بروكسل في 22 من شهر يناير من عام 1972. وانضمت الدانمارك وإيرلندا أيضًا إلى المجموعات في اليوم نفسه الذي انضمت فيه المملكة المتحدة، 1 يناير 1973، في حين رفض الشعب النرويجي حصول النروج على عضوية في استفتاء عام 1972. 

### القراءة الأولى (مجلس العموم)
طرح جيفري ريبون، مستشار دوقية لانكاستر، مشروع قانون المجموعات الأوروبية أمام مجلس العموم للقراءة الأولى في 26 من شهر يناير من عام 1972.

### الفترة الأولى (مجلس العموم)
في 17 فبراير من عام 1972 وبعد القراءة الثانية، صوت مجلس العموم لصالح القانون بفارق ضئيل من الأصوات، 309 أصوات مقابل 301، بعد ثلاثة أيام من الجدل الحاد. وقبيل البدء بالتصويت صرح رئيس الوزراء إدوارد هيث برأيه حول هذا الجدال بالكلمات التالية:
لقد سُمح للسيد الموقر أن يلقي خطابًا طويلًا هذا المساء كما يحلو له، ولن أقاطَع من قبله الآن. أعتقد أنه سيكون أمرًا غير مفهوم بالنسبة لأصدقائنا أن نمزق الاتفاقية ذاتها التي كافحنا لأكثر من عقد من أجل إتمامها. ولسنين قادمة سيسألون بشكل مبرر إذا ما كان ممكنًا وضع أي ثقة في دور بريطانيا في أي اتفاقيات دولية مستقبلية. سيدمر نفوذنا في عالم المال والمناقشات التجارية. ومسائل كهذه ستحسم من قبل الولايات المتحدة الأمريكية والمجموعة الأوروبية واليابان. لن تتفكك المجموعة في حال قررنا الانشقاق عنها. ستتعرض لصدمة قوية لكنها ستنجو وستواصل مسيرتها. إلا أن بريطانيا لن تستفاد من التقدم الذي كانت تحققه. 
لقد تعاملت مع العديد من القضايا الرئيسية التي طرحت في الجدال. وسأتعامل الآن مع قضية واحدة على وجه التحديد. كما يعرف المجلس، دائمًا ما رأيت أن ازدهارنا ونفوذنا في العالم سيستفيد من العضوية. لقد كنت على قناعة حتى وقت قريب جدًا أننا سنقوم بعمل جيد في الخارج، لكني على قناعة الآن أنه مع التطورات التي تشهدها القضايا العالمية، وسرعة تلك التطورات، فإن الأمر سيصبح أصعب فأصعب على بريطانيا وحدها. وفي وجه فرصة التغير هذه، لا أعتقد أنه بوسع أي رئيس وزراء أن يأتي إلى المجلس ويقول «لقد سنحت لنا فرصة الانضمام إلى المجموعة الأوروبية، وقد وقعنا معاهدة الانضمام، وأمامنا فرصة الحصول على عضوية تامة، لكني الآن أتوجه بنصيحة إلى المجلس بأن يتخلى عن هذه الفرص». لا أعتقد أنه بوسع أي رئيس وزراء أن يقول شيئًا كهذا، وما قلته يقودنا إلى أن مشروع القانون هذا ليس رفاهية بوسعنا أن نتخلى عنها إن اقتضت الضرورة.
لقد كانت السياسة المحورية لثلاث حكومات متتالية، بغض النظر عن الحزب، وللأحزاب الثلاثة الرئيسية في هذا المجلس أنه ينبغي أن تنضم بريطانيا إلى المجموعة الأوروبية إن كانت هناك إمكانية للتفاوض على اتفاقيات مناسبة. لقد قرر هذا المجلس بشكل مبدأي وبأغلبية كبيرة في أكتوبر الماضي أنه ينبغي على بريطانيا أن تنضم إلى المجموعة الأوروبية استنادًا إلى الاتفاقيات التي تفاوض عليها السيد الموقر وصديقي مستشار الدوقية. وأي حكومة تفشل بعد ذلك في تشريع ذلك القرار الواضح الذي اتخذه هذا المجلس ستكون قد تخلت عن مسؤولياتها.
يتوجب عليّ أن أبلغ المجلس أني وزملائي متفقون على أنه ليس بوسع الحكومة أن تتخلى عن مسؤولياتها في هذه المسألة. وبناءً على ذلك، إن لم يوافق المجلس هذه الليلة على القراءة الثانية لمشروع القانون رافضًا تشريع القرار المبدئي الذي اتخذته أغلبية ساحقة منذ أقل من أربعة أشهر، فإني وزملائي نجمع على أن هذا البرلمان لا يمكن له أن يستمر ضمن هذه الظروف. إني أحث الأعضاء الموقرين على تنفيذ القرار المبدئي الواضح الذي اتُخذ في 28 أكتوبر الفائت وعلى الإدلاء بأصواتهم في القراءة الثانية لمشروع القانون هذا
حُول مشروع القانون بعد ذلك إلى مرحلة اللجنة قبل القراءة الثالثة له.